# سوتلانا تاتونتس
سوتلانا آخوندی تاتونتس (ارمنی: Սվետլանա Ախունդի Տատունց؛ Светлана Ахундовна Татунц؛ زادهٔ ۱۹۵۳) پژوهشگر جامعه‌شناسی، قومیت، درگیری‌های قومیتی و ملی ارمنی‌تبار اهل روسیه است. وی استاد دپارتمان سیاست جهان دانشگاه دولتی مسکو است.

## زندگی‌نامه
در ۱۹۵۳ در باکو به دنیا آمد. وی در سال ۱۹۷۸ از دپارتمان تاریخ دانشگاه دولتی باکو و در سال ۱۹۹۳ با مدرک پی‌اچ‌دی در رشته علوم اجتماعی از دانشگاه دولتی مسکو فارغ‌التحصیل شد. وی از سال ۱۹۹۸ تا ۲۰۰۹ در دانشکده جامعه‌شناسی دانشگاه دولتی مسکو تدریس می‌کرد.